# 이노마타 히로시

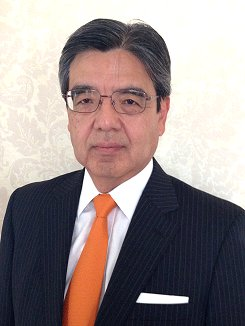
2016년의 이노마타 히로시.

이노마타 히로시(일본어: 猪俣 弘司, 1954년 3월 9일 ~ )는 일본의 외교관이다. 또한 이노마타 히로시는 2016년부터 주네덜란드 특명전권대사를 맡고 있다.

## 인물
도쿄도 출신으로 1977년 10월, 와세다 대학 법학부에 재학 중 외무공무원 채용 시험에 합격했고 1978년 와세다 대학을 졸업한 뒤 외무성에 입성했다. 이후 외무성 대신관방 심의관, 외무성 아시아 대양주국 남부아시아부장, 주샌프란시스코 총영사, 주파키스탄 특명전권대사(2013년 ~ 2016년) 등을 역임했고, 2016년부터 주네덜란드 특명전권대사를 맡고 있다.

## 주요 경력
- 1981년 7월 : 외무성 아시아국에서 근무
- 1983년 9월 : 외무성 경제협력국에서 근무
- 1986년 1월 : 외무성 북미국 안전보장과에서 근무
- 1988년 9월 : 주태국 일본대사관 1등 서기관
- 1991년 5월 : 주미국 일본대사관 1등 서기관
- 1994년 1월 : 외무성 대신관방 총무과 수석사무관
- 1995년 7월 : 외무성 조약국 국제협정과장
- 1997년 7월 : 외무성 북미국 일미안전보장조약과장
- 1998년 5월 : 주영국 일본대사관 참사관
- 2001년 3월 : 주대한민국 일본대사관 공사
- 2004년 2월 : 내각관방 부장관보실 내각참사관
- 2006년 8월 : 외무성 대신관방 심의관(국제법국 담당)
- 2008년 7월 : 외무성 아시아 대양주국 남부아시아부장
- 2010년 8월 : 주샌프란시스코 총영사
- 2013년 7월 30일 : 주파키스탄 특명전권대사[1]
- 2016년 1월 26일 : 주네덜란드 특명전권대사[2]